# جورج هاستينغز
جورج هاستينغز هو محامي وقاضي وسياسي أمريكي، ولد في 13 مارس 1807 في كلينتون في الولايات المتحدة، وتوفي في 29 أغسطس 1866. نشط حزبياً في الحزب الديمقراطي. وقد انتخب عضو مجلس النواب الأمريكي ‏.